# Hétköznapi emberek
A Hétköznapi emberek a Fekete tükör című brit sci-fi sorozat huszonnyolcadik epizódja, amit a sorozat showrunnere, Charlie Brooker és Bisha K. Ali írt és Ally Pankiw rendezett. 2025. április 10-én mutatta be a Netflix, a hetedik évad többi részével egyszerre. A cselekmény története egy pár körül forog, ahol a nőnek, hogy életben tudjon maradni, elő kell fizetnie egy szolgáltatásra, amelynek a költségei idővel nőnek, színvonala azonban csökken.

## Cselekmény
MIke, az építőmunkás és Amanda, a tanítónő már évek óta házasok, és sikertelenül próbálkoznak a gyerekvállalással. Egy nap Amanda tanítás közben rosszul lesz és elájul - mint kiderül, operálhatatlan agydaganata van. Mike-ot megkeresi Gaynor, a Rivermind nevű startupcég vezetője, aki felajánl neki egy megoldást: kioperálják a tumort, Amanda agyában a hiányzó szöveteket pedig szintetikus anyaggal pótolják, ami a szervereikkel van kapcsolatban. A műtét ingyenes, de ezután komoly összegű havidíjat kell fizetni a szolgáltatásért. Mike végül úgy dönt, hogy belemegy.
Eleinte minden rendben megy, az egyetlen mellékhatás, hogy Amanda a szokásosnál többet alszik. Hogy előteremtse a szükséges pénzt, Mike folyamatosan túlórázik, de már készül a házassági évfordulójukra. Amint elindulnak és átlépik a megyehatárt, Amanda kómába esik, de amint visszatérnek, újra magához tér. Gaynor elmagyarázza, hogy a szolgáltatáscsomagjuk alapján nem hagyhatják el a lakókörnyezetüket, de ha előfizetnek egy drágább csomagra, akkor igen. Mike ebbe is belemegy. Nem sokkal ezt követően Amanda véletlenszerűen reklámokat kezd el mondogatni beszélgetés közben, még az iskolában is, amiknek egyáltalán nincs tudatában. Az iskola megfenyegeti, hogy kirúgják, miután az egyik diákjának vallási családterápiát ajánl, a főnökének pedig egy időseknek szóló társkeresőt. Természetesen a reklámok eltüntetésének is megvan az ára: egy magasabb előfizetési csomag. Mike eddigre már regisztrált a "Dum Dummies" nevű szolgáltatásba: itt az élőben közvetítő felhasználók pénzért művelnek magukkal megalázó dolgokat. Habár eleinte maszkot visel, hogy ne ismerjék fel, olyan dolgokat is megcsinál, mint például hogy egérfogót csattint a nyelvére. Amanda egyre többet alszik, ami azért van, mert a Rivermind alvás közben az agyát használja a saját szerverteljesítményének javítására - ez a funkció is kikapcsolható, természetesen pénzért. Mike, hogy ezt megszerezze, egy szép összegért cserébe hajlandó levenni a maszkját közvetítés közben.
A következő évfordulójukra Mike egy néhány órás Rivermind bővítéssel kedveskedik Amandának, amelynek segítségével az egyes érzelmek és érzékelések egy csúszkán állíthatók. Amanda feltekeri az élvezeteket a maximumra, ezután szeretkeznek. Pár nappal később Mike rájön, hogy az egyik munkatársa felfedezte a netes videóit és megszégyeníti mindenki előtt. Dühében balesetet okoz, amiben az illető súlyosan megsérül, és ezért Mike-ot kirúgják. Szeretnének méltányossági alapon egy kis haladékot kérni a szolgáltatásukhoz, amíg Mike nem kap új állást, de ezt kategorikusan megtagadják, sőt amikor Gaynor megtudja, hogy gyereket szeretnének vállalni, azt mondja, hogy az is feláras lenne.
Egy évvel később Amanda az alapcsomaggal vegetál: átalussza a nap jelentős részét, és amikor ébren van, szinte folyamatosan reklámokat mondogat. Mike szerez egy kis pénzt a feleségének, hogy legalább 30 percig tiszta legyen, ami alatt Amanda megkéri, hogy ölje őt meg akkor, amikor nem tiszta a tudata. Mike meg is fojtja őt egy párnával egy újabb reklámos periódusban, majd visszaindul a szobájába, hogy egy újabb megalázó mutatvánnyal keressen pénzt.

## Szereplők
| Szereplő | Színész           | Magyar hang     |
| -------- | ----------------- | --------------- |
| Mike     | Chris O'Dowd      | Fesztbaum Béla  |
| Amanda   | Rashida Jones     | Németh Borbála  |
| Gaynor   | Tracee Ellis Ross | Bertalan Ágnes  |
| Shane    | Nicholas Cirillo  | Geri Tamás      |
| Angie    | Sabrina Jalees    | Sági Tímea      |
| Kyle     | Donald Sales      | Orbán Gábor     |
| Dr. Hoi  | Jennifer Khoe     | Törtei Tünde    |
| Oscar    | Huxley Fisher     | Mohácsi Levente |

## Készítése
A történetet Booker eredetileg egy könnyed, komikus epizódnak szánta, amelyben egy felhasználónak elő kell fizetnie egy szolgáltatásra, ha életben akar maradni. Az ötletet egy podcast inspirálta, ahol a műsorvezető a beszélgetés közben egyik pillanatról a másikra egy reklámot kezdett el mondani, majd miután végzett, mintha mi sem történt volna, folytatta a beszédet.
Rashida Jones és Tracee Ellis Ross már azelőtt igent mondtak a szereplésre, hogy tudták volna, miről fog szólni az epizód. Jones volt az egyik írója a harmadik évad "Szabadesés" című epizódjának.
Az epizódban szokás szerint vannak utalások a korábbi részekre is, felbukkannak például a robotméhek, vagy éppen az "Anyone Who Knows What Love Is (Will Understand)" című dal.

## Forráshivatkozások
1. ↑  https://www.netflix.com/tudum/articles/black-mirror-common-people-ending-explained
2. ↑  Bojalad, Alec: Black Mirror: Rashida Jones Imagines An Even Bleaker "Common People" Ending (amerikai angol nyelven). Den of Geek, 2025. április 11. (Hozzáférés: 2025. április 12.)

## Fordítás
Ez a szócikk részben vagy egészben  a   Common People (Black Mirror) című angol Wikipédia-szócikk ezen változatának fordításán alapul.  Az eredeti cikk szerkesztőit annak laptörténete sorolja fel. Ez a jelzés csupán a megfogalmazás eredetét és a szerzői jogokat jelzi, nem szolgál a cikkben szereplő információk forrásmegjelöléseként.